# Casa de América de Barcelona
La Casa de América de Barcelona, fundada el dos d'abril de l'any 1911, fou una important associació privada, vinculada a la Lliga Regionalista, encarregada de difondre la realitat econòmica catalana a Amèrica i les possibilitats d'inversió del continent americà durant la primera meitat del segle xx.
Agrupava un gran nombre d'empresaris i empreses rellevants així com entitats creades per l'emigració espanyola a ultramar, com la Casa de Galícia de Montevideo, el Casino Español de México i gran part de les càmeres de comerç espanyoles iberoamericanes. També hi participaren les personalitats polítiques i intel·lectuals més destacades d'Amèrica Llatina.
L'any 1927, sota la influència de Francesc Cambó va assumir la denominació d'Institut d'Economia Americana (IDEA) i es va crear l'Arxiu General d'Economia que aplegà material per l'estudi i la investigació econòmica amb l'objectiu de fomentar, les relacions comercials amb els països llatinoamericans.
Editava nombroses publicacions de caràcter econòmic com ara el Boletin de Información Americana.
Entre els seus promotors també destaquen Rafael Vehils, Jacint Viñas Musí, Eusebi Güell, Claudi López i Frederic Rahola. El rei Alfons XIII i el president de la Generalitat Francesc Macià en van ser presidents d'honor.

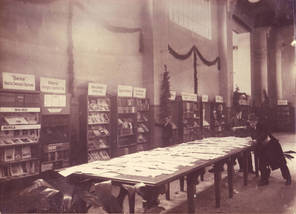
Interior de la Casa de América de Barcelona

La institució desplegà una enorme activitat fins a les acaballes de la Guerra Civil espanyola. A finals dels anys 40 va reiniciar les seves activitats però mai va recuperar l'esplendor dels anys passats. La seva història continua fins a l'any 1981, quan, mantenint la seva personalitat jurídica, s'integra a l'Institut Català de Cooperació Iberoamericana.
L'arxiu documental i bibliogràfic d'aquesta institució resulta essencial per abordar les relacions entre Espanya (especialment Catalunya) i Amèrica en un període crucial que va des de la pèrdua de les darreres colònies de Cuba i Puerto Rico, el 1898, i l'inici de la dictadura del general Franco en finalitzar la Guerra Civil.
Aquest magnífic fons documental es compon d'uns 32.000 títols de monografies, 1.000 títols de publicacions periòdiques, unes 800 caixes amb retalls de premsa i l'arxiu de la institució. Tot el conjunt va ser donat a la Fundació Figueras l'any 1982.
La totalitat del fons està catalogat en fitxers manuals i és consultable al CRAI Biblioteca d'Economia i Empresa. L'any 1994 es va editar un inventari complet de les publicacions periòdiques. Es pot trobar a Dipòsit Digital de la Universitat de Barcelona.
L'any 2005 Catalunya recupera la tradició americanista que va ostentar la Casa d'Amèrica de Barcelona a través de l'actual Casa Amèrica Catalunya que pretén convertir-se en un pont de diàleg i col·laboració entre la societat iberoamericana i la catalana.